# Franz Dischinger
Franz Anton Dischinger (Heidelberg, 8 ottobre 1887 – Berlino, 9 gennaio 1953) è stato un architetto e ingegnere tedesco.
Ingegnere civile e strutturale tedesco all'avanguardia, responsabile dello sviluppo del moderno ponte strallato. Fu anche un pioniere dell'uso del calcestruzzo precompresso, brevettando, nel 1934, la tecnica della precompressione esterna (dove le barre o i tendini di precompressione non sono incassati nel calcestruzzo).

## Biografia
Dopo aver completato gli studi a Karlsruhe, in Germania, Dischinger si iscrisse all'Università tecnica di Karlsruhe, dove ha conseguito una laurea in ingegneria edile. Dopo essersi laureato nel 1913, iniziò a lavorare per la Dyckerhoff & Widmann AG, una società di ingegneria tedesca. Nel 1928 Dischinger tornò a scuola per laurearsi presso la scuola tecnica di Dresda.

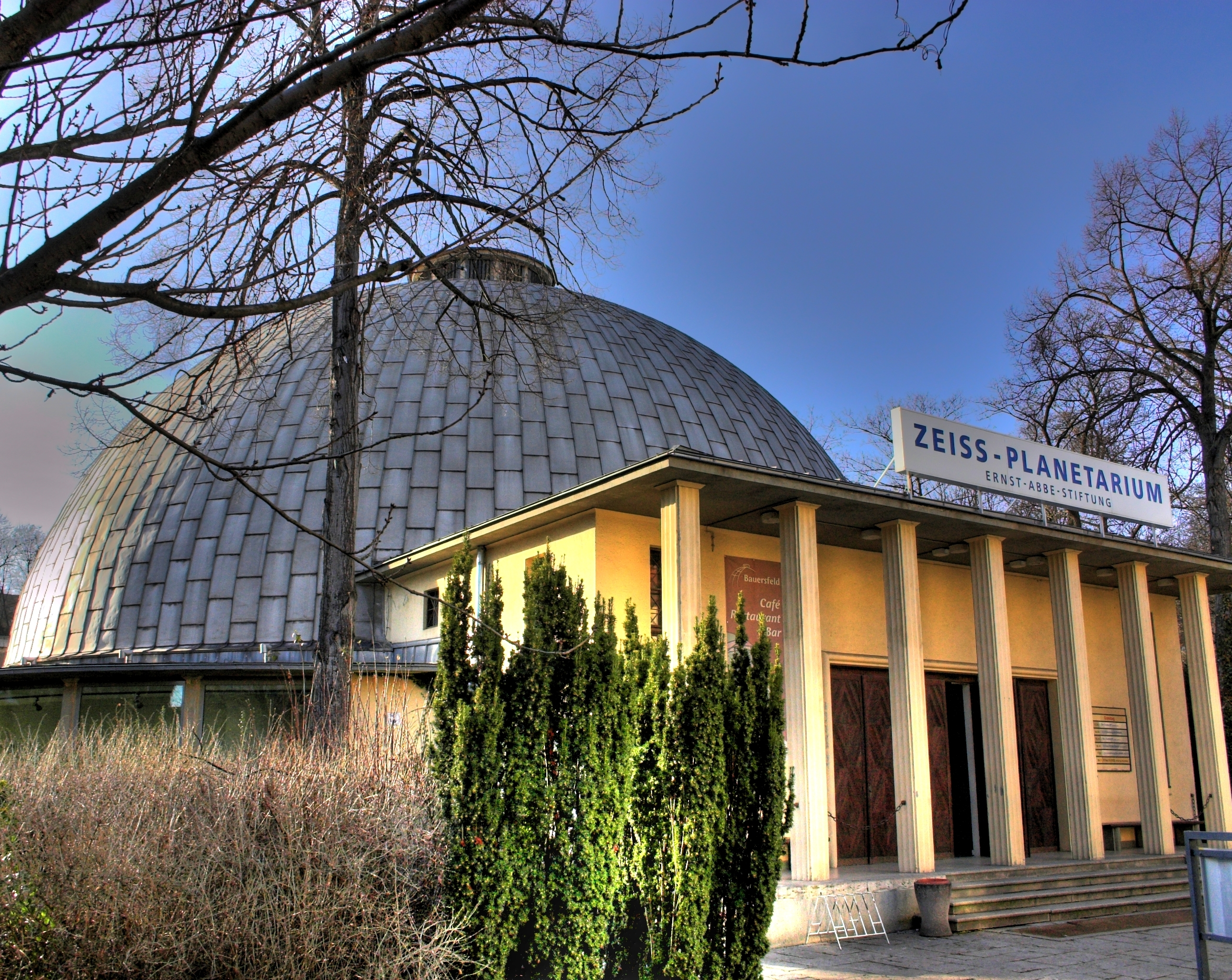
Planetarium Zeiss

Nel 1922 progettò a Jena, in collaborazione con Walther Baersfeld, lo Zeiss Planetarium, utilizzando un tetto in cemento a guscio sottile a forma di emisfero. Il sistema fu successivamente brevettato e Dischinger pubblicò un documento nel 1928.

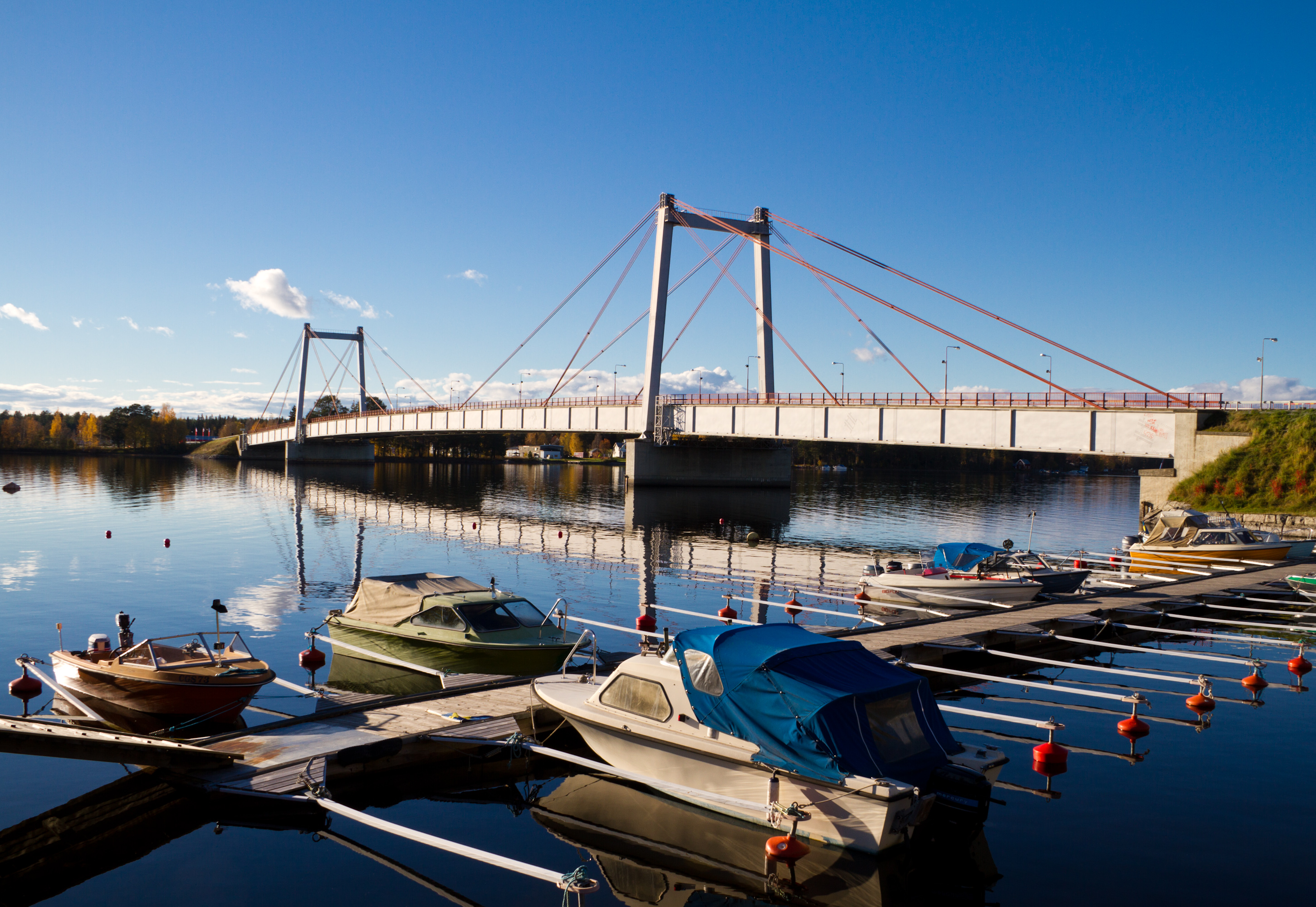
Ponte di Strömsund

Brevettò inoltre una particolare versione del ponte strallato. Ha poi progettato in Svezia il ponte di Strömsund, completato nel 1955, di solito considerato il primo della tradizione moderna dei ponti strallati.

## Opere
- Großmarkthalle, Basilea, Svizzera, 1929 (tetto a cupola)
- Mercato coperto , Lipsia , Germania, 1930 (tetti a cupola poligonali)
- Ponte di Coblenza, Germania, 1935 (ponte a tre archi in cemento)
- Ponte Aue, Germania, 1936
- Colonia Rodenkirchen Bridge , Colonia, Germania, 1954 (con altri, tra cui Fritz Leonhardt)
- Ponte di Strömsund